# Amina Hussein
Amina Hussein (Administración Autónoma del Norte y Este de Siria, 1988) es una periodista y traductora kurda.

## Trayectoria
Nació en la ciudad kurdosiriana de Al-Qamishli, en el sureste de Siria, pero se formó como periodista en Barcelona. Ante la imposibilidad de ir a la universidad en su país por ser apátrida, se estableció en Barcelona en 2006 como refugiada política. Después de 11 años, en 2017 se graduó en Periodismo por la Universidad Pompeu Fabra. En 2021 acabó el Máster de Relaciones Internacionales, Seguridad y Desarrollo de la Universidad Autónoma de Barcelona. 
Habla kurdo, árabe, catalán, español e inglés. Ha trabajado para varios medios de prensa catalanes y para la Radiotelevisión del Kurdistán donde, en el 2017, entrevistó al presidente Carles Puigdemont en la víspera del referéndum para la independencia de Cataluña. Es una defensora de la libertad y la soberanía del pueblo kurdo, y es una voz crítica con las políticas europeas en la crisis de los refugiados en Europa.
En 2021, recibió el Reconocimiento Alma Ciudad de Mollerusa, impulsado por el Ayuntamiento de Mollerusa «por su labor comprometida y su coraje al dar visibilidad a la Revolución de Rojava».